# Frank J. Tipler
Frank Jennings Tipler (1 de febrero de 1947 (78 años), en Andalusia, Alabama, EE. UU.) es un escritor y profesor de física matemática estadounidense de la Universidad Tulane en Nueva Orleans, Luisiana. Algunos científicos, como el cosmólogo George Ellis, sostienen que sus teorías entran dentro de lo que se conoce como pseudociencia.

## Teorías

### El cilindro de Tipler
El hipotético cilindro de Tipler, ideado en 1974 por este científico, hace referencia a un dispositivo que permitiría el viaje en el tiempo. Se trataría de un cilindro muy pesado y de longitud infinita, que giraría sobre su eje a una velocidad cercana a la de la luz, creando así una atracción gravitatoria extrema que permitiría regresar al pasado, ya que atraería a la luz y todo tipo de materia en contacto con él a una trayectoria en forma de bucle cerrado, lo que se conoce como curva cerrada de tipo tiempo.

### El Punto Omega
Por otra parte, en su controvertido libro The Physics of Immortality (La física de la inmortalidad), Tipler afirma estar en disposición de probar la existencia de vida después de la muerte, debido a una inteligencia artificial que él denomina "Omega point" ('El punto Omega'), y que identifica con el Dios judeocristiano. La expresión Punto Omega está tomada del jesuita francés Pierre Teilhard de Chardin. Tipler argumenta que la evolución natural de las especies inteligentes dará como resultado el crecimiento exponencial del progreso científico, posibilitando un control absoluto sobre el universo, incluso a la mayor escala.
Tipler predice que este proceso debe culminar con una inteligencia artificial casi todopoderosa cuya velocidad de computación y capacidad de almacenamiento informático crecerán del mismo modo exponencialmente, y a un ritmo que impedirá el colapso del universo, proporcionando así un infinito "tiempo virtual", el cual será utilizado para desarrollar simulaciones informáticas de toda forma de vida inteligente que alguna vez haya existido en la historia del universo. Dicho ejercicio de realidad virtual es lo que Tipler denomina la resurrección de los muertos. En el escenario de Tipler los inmensos recursos de computación en las etapas finales del Big Crunch harían posible no solo simular toda la historia del Universo sino también emular a todos los seres que han existido en el Universo. Tipler podría de esta forma presuponer que la simulación es condición suficiente para constituir la identidad personal.
Tipler vislumbra un escenario similar al del argumento de Nick Bostrom. Tipler mantiene que es un escenario cosmológico físicamente requerido en el lejano futuro del universo: a medida que el universo llega al fin en una singularidad gravitacional durante el Big Crunch, la capacidad computacional del universo es capaz de incrementarse a una tasa suficiente que acelera exponencialmente más rápido que lo que corre el tiempo. En principio, una simulación ejecutada en este computador universal puede continuar para siempre en sus propios términos, aún si el tiempo tiene sólo una duración finita.
El profesor Tipler identifica esta singularidad final y su estado de capacidad de información infinita con Dios. De acuerdo al Profesor Tipler y al Profesor David Deutsch, las implicaciones de esta teoría para los humanos del presente es que el computador cósmico esencialmente podrá resucitar a todos los que han vivido, al recrear todos los estados cerebrales cuánticos posibles dentro de la simulación principal, algo que recuerda las ideas de resurrección de Nikolai Fyodorovich Fyodorov. Esto se manifestaría como una realidad simulada. Desde la perspectiva del habitante, el punto Omega representa una vida después de la muerte, que podría tomar formas inimaginables dada su naturaleza virtual. A primera vista, la hipótesis de Tipler requiere algún medio por el cual los habitantes del futuro lejano puedan recuperar información histórica para poder hacer reencarnar a sus ancestros en una vida después de la muerte simulada. Sin embargo, si tienen acceso a capacidad de computación infinita, ese no es un problema en lo más mínimo -pueden simplemente simular "todos los mundo posibles". El argumento de Tipler también puede unirse con el argumento de Nick Bostrom ya mencionado de la probabilidad. Si el punto Omega simulará un número infinito de mundos virtuales entonces sería infinitamente más probable que nuestra realidad esté en alguno de esos mundos simulados, en vez de en el solitario mundo real que creó el punto Omega.
La teoría del punto Omega de Tipler predice un eventual Big Crunch, que algunos piensan que es un escenario improbable en virtud de observaciones astronómicas recientes.
Tipler ha cambiado su visión para acomodarla a un universo en aceleración debida a una constante cosmológica positiva. Propone los túneles cuánticos de bariones como medio para propulsar naves interestelares. Afirma que si los bariones en el universo fueran aniquilados por este proceso, esto forzaría el campo de Higgs hacia su absoluto vacío, cancelando la constante cosmológica positiva, deteniendo la aceleración y permitiendo que el universo colapse en el punto Omega.

Tipler ha publicado su teoría del punto de Omega en una serie de revistas científicas revisadas por pares y procedimientos desde 1986.El primer libro en el cual se describió la teoría del punto de Omega fue El principio antrópico cosmológico, de 1986, escrito por el astrofísico John D. Barrow y Tipler, en donde concluyeron que 
"Si la vida evoluciona en todos los universos de una cosmología cuántica, y si la vida continúa existiendo en todos estos universos, entonces todos estos universos, que incluyen todas las historias posibles entre ellos, se acercarán al Punto Omega.  En el momento en que se alcance el Punto Omega, la vida habrá adquirido el control de toda materia y fuerzas no sólo en un solo universo, sino en todos los universos cuya existencia es lógicamente posible;  la vida se habrá extendido a todas las regiones espaciales en todos los universos que podrían existir lógicamente, y habrá almacenado una cantidad infinita de información, incluyendo todos los bits de conocimiento que es lógicamente posible saber. Y este es el final".
 En una nota final al párrafo anterior, Barrow y Tipler agregaron que "un teólogo moderno podría desear decir que la totalidad de la vida en el Punto Omega es omnipotente, omnipresente y omnisciente!". El primer libro que se concentraba solamente en la teoría del punto de Omega fue La física de la inmortalidad, de Tipler en 1994. 

El físico David Deutsch (quien en 1985 fundó el campo de la computación cuántica al ser la primera persona en formular matemáticamente cómo opera una computadora cuántica) en su libro de 1997 The Fabric of Reality defiende la física de la Teoría Punto Omega de Tipler en el Capítulo 14: "Los extremos del universo" (del cual el capítulo se concentra principalmente en la teoría del punto de Omega): 
Creo que la teoría del punto omega merece convertirse en la teoría predominante del futuro del espacio-tiempo hasta que sea experimentalmente (o de otra manera) refutada. (La refutación experimental es posible porque la existencia de un punto omega en nuestro futuro pone ciertas limitaciones en la condición del universo hoy en día).
 Sin embargo Deutsch opina que las personas cercanas al Punto Omega dispondrán de omnisciencia, omnipotencia y omnipresencia, pero la omnisciencia y la omnipotencia no serán absolutas, por lo tanto, estarán limitados a la materia y energía disponibles y sujetas a las leyes de la física; no se pondrán alterar las leyes de la física ni tampoco hacer milagros, tal y como hoy los entendemos. Deutsch es altamente crítico con las conclusiones teológicas de Tipler, pero piensa que la tecnología en el futuro lejano llegará a un punto en que los ordenadores cuánticos serán extremadamente poderosos, incluso capaces de resucitar a los muertos y crear entornos de realidad virtual ilimitadamente precisos e indistinguibles de la "realidad física". 
Tipler afirma basarse en principios generales, sin embargo una gran mayoría de sus colegas en física juzgan que su lógica carece de base, por lo que no toman en serio sus teorías. Para ellos, la teoría del Punto Omega supone una simple suposición científica, en particular en lo que se refiere a la singularidad del Big Crunch, así como al negar la posibilidad de otras singularidades en el universo.
En una reseña al libro de Tipler para la revista Nature, el matemático George Ellis expone las típicas objeciones que se hacen a Tipler, cuyo libro es «una obra maestra de pseudociencia [...] el producto de una imaginación fértil y creativa que queda al margen de las normales restricciones propias de la disciplina filosófica y científica».
Por su parte, el historiador de la ciencia Michael Shermer dedicó un capítulo de su libro Why People Believe Weird Things a enumerar las contradicciones subyacentes a las tesis de Tipler.
Científicos como el mencionado David Deutsch, de la Universidad de Oxford, encuentran sin embargo los argumentos de Tipler consistentes. En su libro The Fabric of Reality (1997), Deutsch incorpora El punto Omega de Tipler como motivo central de su teoría del todo.

### Principio antrópico
El anterior libro de Tipler, The Anthropic Cosmological Principle (El principio antrópico cosmológico), escrito en colaboración con John D. Barrow), repasa la historia intelectual de la teleología, la larga serie de coincidencias entre Arthur Eddington y Paul Dirac, de lo cual partió Tipler para prever el destino final del universo.
A lo largo del tiempo, Tipler ha mantenido una fructífera relación con el teólogo Wolfhart Pannenberg.

### Diseño inteligente
Los escritos de Tipler sobre la revisión por pares han sido citados por William A. Dembski como la base de los estudios actuales sobre progreso y diseño inteligente en el universo, a cargo de la International Society for Complexity, Information and Design, de la que ambos forman parte.

## Obra
- 1986. The Anthropic Cosmological Principle (with John D. Barrow). Oxford Uni. Press.  ISBN 0-19-282147-4
- 1994. The Physics of Immortality. Doubleday. ISBN 0-385-46799-0[10][11]
- 2007. The Physics of Christianity. Doubleday. ISBN 0-385-51424-7

### Artículos
- Frank J. Tipler (2003). «Intelligent life in cosmology». International Journal of Astrobiology 2 (2): 141-48. Bibcode:2003IJAsB...2..141T. arXiv:0704.0058. doi:10.1017/S1473550403001526.
- ——————— (2005). «The Star of Bethlehem: A Type Ia/Ic Supernova in the Andromeda Galaxy?». The Observatory 125: 168-74. Bibcode:2005Obs...125..168T.
- ——————— (2007). «Feynman-Weinberg Quantum Gravity and the Extended Standard Model as a Theory of Everything». Reports on Progress in Physics 68 (4): 897-64. Bibcode:2005RPPh...68..897T. arXiv:0704.3276. doi:10.1088/0034-4885/68/4/R04.

### Libros en castellano
- Tipler, Frank J. (2005). La física de la inmortalidad: la cosmología moderna y su relación con Dios y la resurrección de los muertos. Alianza Editorial. ISBN 978-84-206-2840-0.